# Роща (Бєлорєцький район)
Ро́ща (рос. Роща, башк. Роща) — присілок (колишнє селище) у складі Бєлорєцького району Башкортостану, Росія. Входить до складу Узянської сільської ради.
Населення — 27 осіб (2010; 39 в 2002).
Національний склад:
- башкири — 74%